# Hulhulé
Hulhulé (ހުޅުލެ) è un'isola situata nella parte settentrionale dell'atollo maldiviano di Atollo di Malé.
Su quest'isola si trovano l'Aeroporto Internazionale di Malé e alcuni importanti edifici, come la sede del Dipartimento di Meteorologia maldiviano. L'aeroporto è meta di voli charter internazionali (per lo più provenienti dall'Europa) ed è utilizzato da diverse compagnie aeree importanti tra cui Emirates, Qatar Airways, Singapore Airlines, Malaysia Airlines e SriLankan Airlines; è anche un'importante base per voli interni verso gli atolli maldiviani più lontani, come quello di Laamu. Oltre ad ospitare un aeroporto di importanza nazionale ed internazionale, ad Hulhulé si trova anche un terminal per idrovolanti, utilizzato da Trans Maldivian Airways.
Prima che l'aeroporto fosse costruito, l'isola era abitata dal popolo aborigeno dei Giravaru. Poi, quando fu costruito, la popolazione fu costretta a stabilirsi a Malé.